# Ilha Anacoco

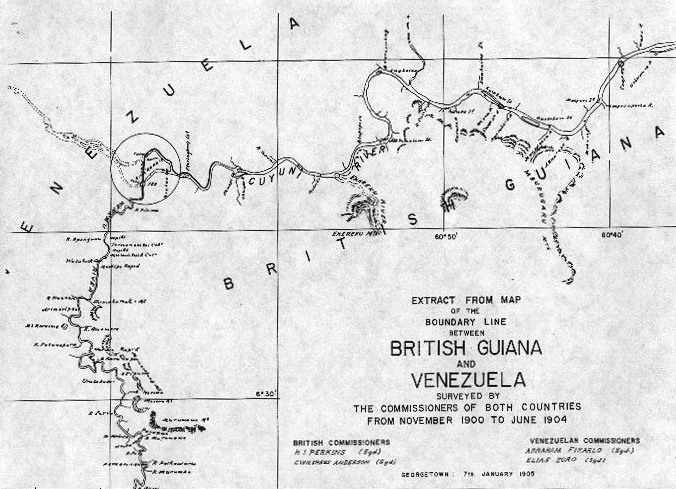
Localização da Ilha de Anacoco (dentro do círculo) Anexada pela Venezuela em 1966

A Ilha de Anacoco ou Ankoko (em inglês) é uma ilha venezuelana que está situada na confluência do rio Cuyuni e do rio Venamo, perto do povoado de San Martín de Turumbán em 6°43 N e 61°8 W, na fronteira Guiana-Venezuela. Esteve dividida entre estes dois países desde o laudo arbitrário de 1899. A Venezuela, que reivindica uma grande parte da Guiana ocidental (uns 159 500 km²), sob a denominação de Guiana Essequiba ocupou e anexou a metade guianesa da ilha em 1966, e é administrada como parte do Estado de Bolívar. Em 14 de outubro de 1966 a Venezuela pretendeu construir um aeroporto na ilha com a oposição do governo da Guiana. A Venezuela atualmente ocupa toda a ilha de Anacoco, onde instalou uma base militar.